# 春日神社 (高槻市成合北の町)
春日神社（かすがじんじゃ）は大阪府高槻市成合北の町に鎮座する神社。

## 祭神
- 天児屋根命・経津主命・武甕槌命・天照大神

## 歴史
社伝によれば、岩・日下部の両氏が兵庫浦よりご神体を供奉し、高取山の瑞光石に鎮祭。
その後、神勅によってこの地に遷座。一夜にして忽然と樹木が生じたので不植森という。
宮寺悉檀寺が奉仕し、成合・安満・古曽部の75郷の春日社の本社として大いに栄えた。
- 応永（1394年 - 1427年）以後衰退し、成合のみの氏神となる。
- 元亀（1570年 - 1573年）年中、高山右近の却火により焼失。その後金竜寺の僧および氏子により再建。
- 明治の神社合祀令で磐手杜神社の末社にされた。
- 明治5年（1872年）村社に列す。
- 明治42年（1909年）8月、神饌幣帛料供進社に指定される。
- 明治43年（1910年）8月、中垣外の樫木神社を合祀。

## 境内
- 樫木神社
- 蛭子神社
- 今宮神社
- 若宮神社・岩尾神社
- 藤森神社　素盞鳴命
- 山王神社　大山咋神
- 大井神社
- 稲荷大社

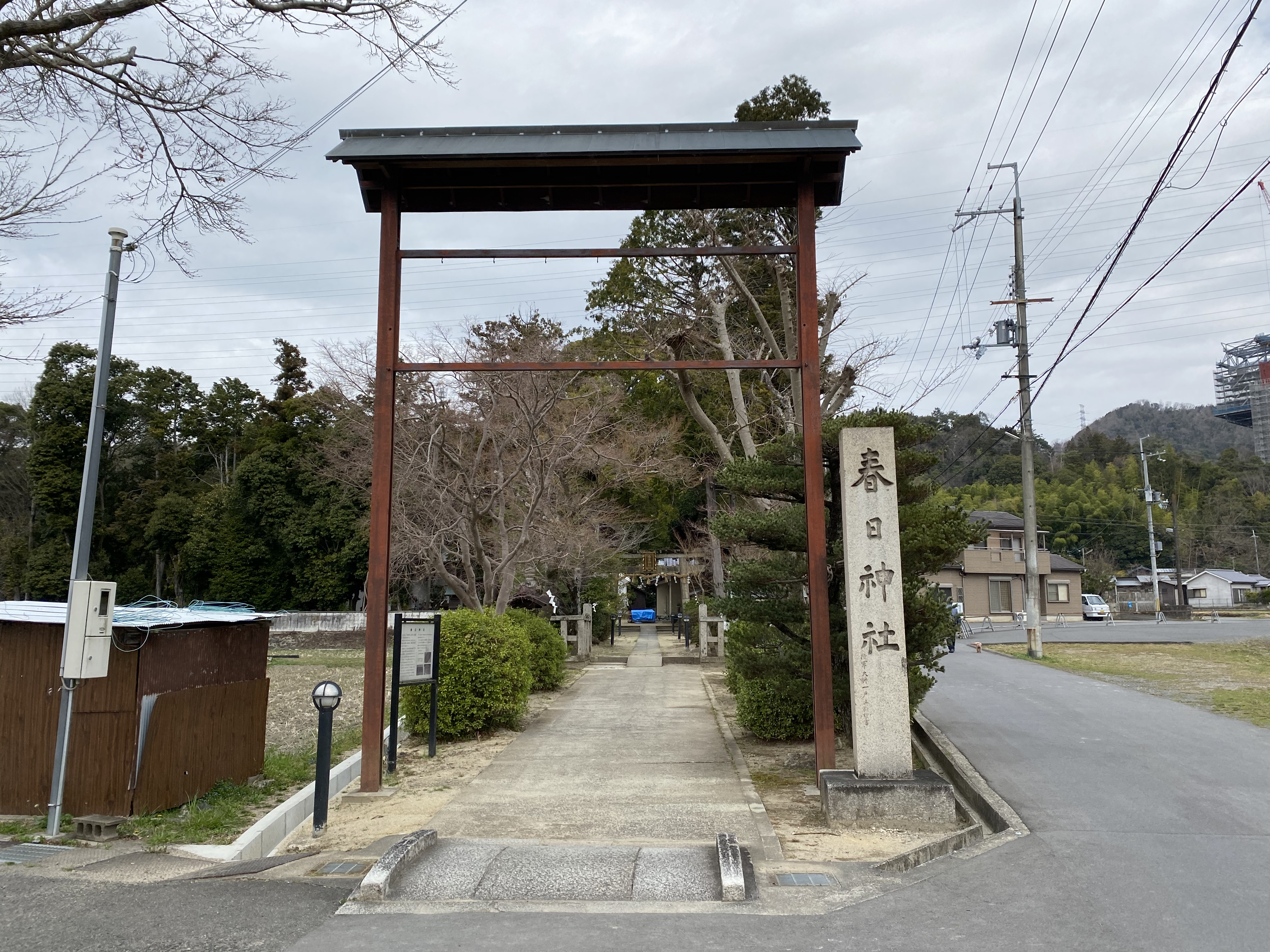
春日神社を入口から望む。石碑の字は大正期に陸軍大将を務めた一戸兵衛が揮毫したもの。

- 安置堂（阿弥陀堂） 毘沙門天・不動明王・阿弥陀如来・文殊菩薩・阿閦如来・釈迦如来・薬師如来

明応元年（1492年）頃、悉檀寺の持仏を預かる。

## 文化財
- 雨乞い祭具一式　高槻市指定有形民俗文化財（昭和49年3月30日指定）

干魃の時、秘蔵の木彫りの龍、6体の蛇、大蛇の頭を金竜寺の弁天池に浮かべて祈願した。
大正9年（1920年）まで行われた。

## 交通アクセス
- 高槻市営バス　成合バス停下車、北に徒歩7分。